# Stenelmis aloyssii-sabaudiae
Stenelmis aloyssii-sabaudiae is een keversoort uit de familie beekkevers (Elmidae). De wetenschappelijke naam van de soort werd in 1930 gepubliceerd door Maurice Pic.